# Stop Online Piracy Act
Stop Online Piracy Act (SOPA), H.R. 3261 – kontrowersyjny projekt ustawy z 2011 r. w Stanach Zjednoczonych. Ustawa pozwalałaby Departamentowi Sprawiedliwości Stanów Zjednoczonych i właścicielom praw autorskich na uzyskiwanie nakazów sądowych przeciwko właścicielom stron internetowych oskarżonym o łamanie lub pozwalanie na łamanie praw autorskich.

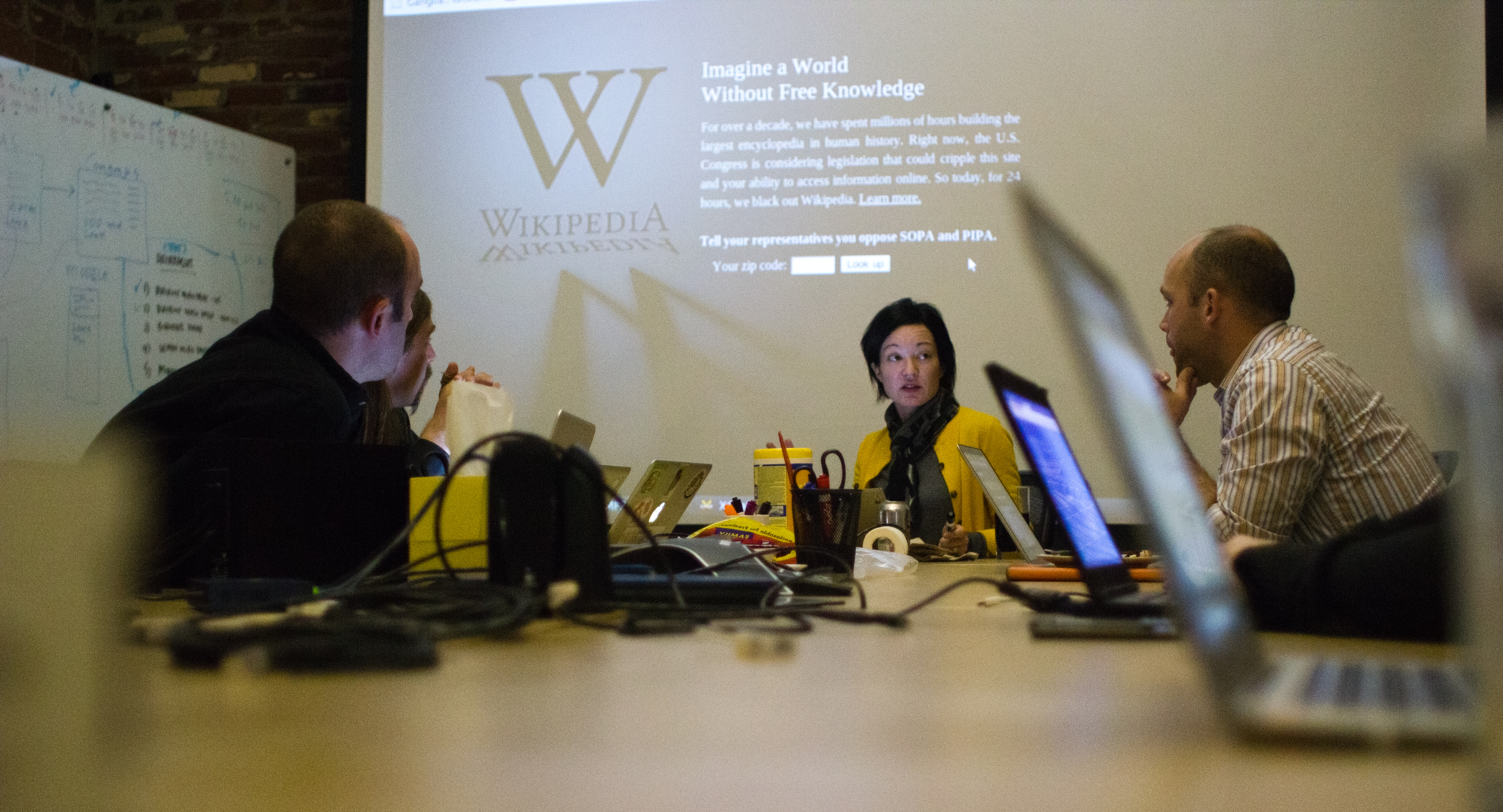
Sue Gardner podczas dyskusji na temat wstrzymania dostępności do anglojęzycznej Wikipedii

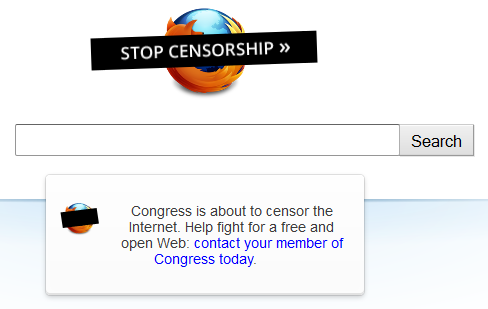
Znak protestu Mozilla Corporation

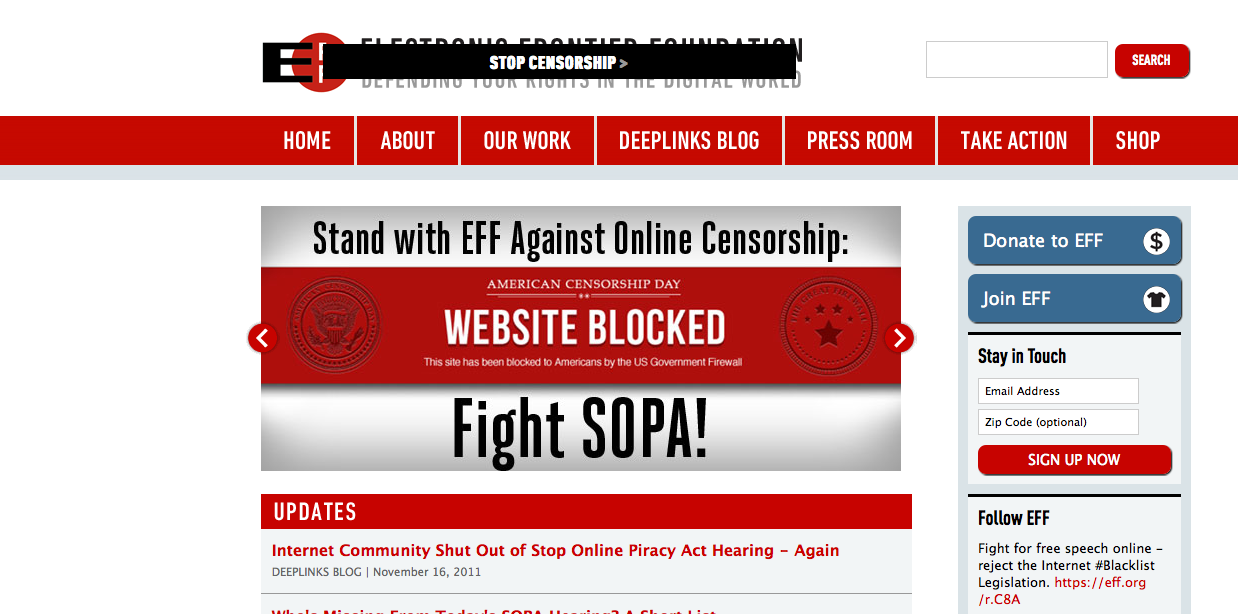
Znak protestu Electronic Frontier Foundation

Według jej zwolenników ustawa miała pozwolić na ochronę praw autorskich, opartego na nich przemysłu i związanych z nimi miejsc pracy oraz jest konieczna, by egzekwować prawa autorskie, zwłaszcza przeciwko zagranicznym stronom internetowym. Według jej przeciwników naruszy ona pierwszą poprawkę do Konstytucji Stanów Zjednoczonych: jest cenzurą Internetu (która może go sparaliżować), ograniczy możliwość anonimowego informowania o naruszeniach praw człowieka oraz ogólnie zagrozi wolności słowa.

## Zwolennicy
Projekt ustawy pierwotnie przedstawiony przez Lamara Smitha (R-TX) i poparty (co-sponsors) przez Howarda Bermana (D-CA), Marshę Blackburn (R-TN), Mary Bono Mack (R-CA), Steve’a Chabota (R-OH), Johna Conyersa (D-MI), Teda Deutcha (D-FL), Eltona Gallegly’ego (R-CA), Boba Goodlatte’ego (R-VA), Timothy’ego Griffina (R-AR), Dennisa A. Rossa (R-FL), Adama Schiffa (D-CA) i Lee Terry’ego (R-NE). 17 grudnia 2011 było 31 popierających (sponsors).
Projekt ustawy ma szerokie wsparcie organizacji opierających się na prawach autorskich, w tym Motion Picture Association of America, Recording Industry Association of America, Macmillan Publishers, Viacom, oraz innych firm powiązanych z telewizją, filmem i muzyką. Wśród zwolenników są też firmy opierające się na znakach towarowych, jak Nike, L’Oréal i Acushnet Company.

## Przeciwnicy
Przeciwnikami są m.in. Google, Yahoo!, Facebook, Twitter, AOL, LinkedIn, eBay, Mozilla Corporation, Brookings Institution, Wikimedia Foundation, Riot Games, Mojang AB i organizacje praw człowieka: Reporterzy bez Granic, Electronic Frontier Foundation, ACLU, Human Rights Watch i Christopher Poole.
W grudniu 2011 współtwórca Wikipedii Jimmy Wales rozpoczął dyskusję z edytorami na temat możliwości protestu polegającego na czasowym usunięciu zawartości Wikipedii z Internetu, na wzór udanego protestu na włoskiej Wikipedii przeciwko DDL intercettazioni.
16 stycznia 2012 roku Wikimedia Foundation ogłosiła plan wstrzymania dostępności angielskiej wersji serwisu Wikipedia na 24 godziny. Akcja rozpoczęła się o godzinie 05:00 UTC (06:00 czasu środkowoeuropejskiego), 18 stycznia 2012.
Parlament Europejski wydał oświadczenie, w którym wyraził sprzeciw wobec ustawy, zwłaszcza wobec możliwości przejmowania domen internetowych przez Stany Zjednoczone.
Informatyk Vint Cerf, jeden z ojców Internetu i wiceprezes Google, napisał w liście do Lamara Smitha, opublikowanym w CNet, że żądanie od wyszukiwarek Internetowych usuwania domen rozpoczyna światowy wyścig zbrojeń w cenzurze Sieci.
Jeden ze splashy menu głównego gry komputerowej Minecraft przedstawia tekst „SOPA means LOSER in Swedish” co oznacza „SOPA znaczy FRAJER po szwedzku”.